# Solenangis impraedicta
Solenangis impraedicta là một loài lan được mô tả vào đầu năm 2024. Loài này được phát hiện tại Madagascar. Chúng được thụ phấn bởi các loài thuộc họ Sphingidae.
Các nhà khoa học ấn tượng với cựa mật dài ở loài này, với chiều dài khoảng 33 cm (13 in).